# Château de Lanfrière
Le château de Lanfrière est un édifice du XIXe siècle, situé à 800 m du bourg de Montjean.

## Désignation
- La Lanfrière, manoir, étang, moulin[1]
- La Lanfrière, manoir, moulin[2]
- La Lanfrière[3]

## Histoire
La Lanfrière était un fief mouvant de Montjean, avec droit de pêche dans l'Oudon.
Le portail du château était accosté en 1642 d'une tour ronde. Le château est du XIXe siècle avec une chapelle.
Le château moderne est érigé en 1840 par Morin de la Blottais. Jacques Duchemin-Descepeaux écrit dans ses Mémoires (1848) : « Je suis allé à la Lanfrière, chez M. Blotais l'aîné. Pour la deuxième fois, Blotais restaure sa maison et la castellifie. Il y a plaqué des tourelles, et puis appliqué des ballustres et aussi des têtes grimaçantes ou symboliques ; tout cela finement ouvragé, avec dentelures et guirlandes sculptées dans la pierre. Mais le tout manque d'ensemble et le travail, fait sur le tuf friable, sera rongé par les pluies du premier hiver ».
Le château est occupé par la famille de Monti de Rezé au début du XXe siècle.

## Couvent des Oiseaux
L'abbé Angot indique que la comtesse Virginie Estève y donna asile à une communauté parisienne, religieuses et orphelines ; le Couvent des oiseaux,, dépendant de la congrégation Notre-Dame, pendant par la guerre franco-allemande de 1870 et la Commune de Paris. La sœur de la Comtesse est assistante et supérieure du Couvent des Oiseaux.

## Vénerie
- Equipage Rallye Beaulieu-Montjean Rallye Montjean - Voir :

## Généalogie associée

### Vue Estève
- Martin-Roch-Xavier Estève, trésorier de Napoléon Ier
  - Napoléon-César-Xavier Estève (Paris, 1802-26 mars 1864), conseiller général de l'Eure x Virginie Morin-Blotais.
    - Urbaine Estève (1847-1887) x Bernard de Monti de Rezé (1846-1909)
      - Henri de Monti de Rezé

### Vue Morin-Blotais
- Louis Morin-Blotais[8] x Virginie Frin de Corméré
  - Virginie Morin-Blotais (1847-1887) x Napoléon-César-Xavier Estève 
    - Urbaine Estève (1847-1887) x Bernard de Monti de Rezé (1846-1909)
      - Henri de Monti de Rezé

  - Louise Morin-Blotais, R. Mère Saint-Augustin, assistante et supérieure du Couvent des Oiseaux

### Sources utilisées par l'abbé Angot
- Registre paroissial de Montjean
- Archives départementales de la Mayenne, B. 517, 1.021.
- Ch. Pointeau, Certificats, p. 24, 28.
- L'abbé Angot indique que les renseignements du généalogiste Quatrebarbes se contredisent.